# Perser (Volk)
Die Perser (von griechisch Persai; altpersisch Pārsa; persisch ايرانيان فارسى زبان, DMG Īrānīyān-e fārsī-zabān, ‚Persisch sprechende Iraner‘) sind eine Ethnie im Großraum Vorder- und Zentralasiens. Das persische Volk wird durch den Gebrauch der persischen Sprache als seiner Muttersprache definiert. Der Begriff Perser hat jedoch auch eine supra-ethnische Bedeutung und wurde historisch verwendet, um verschiedene iranische Völker zu bezeichnen, die Teile des nach ihnen benannten Iranischen Hochlands besiedelt haben. Zu Beginn des 6. Jahrhunderts v. Chr. begannen die antiken Perser, ausgehend von der Region Persis (altpersisch Parsa) im Südwesten Irans, der heutigen Provinz Fars, durch die Unterwerfung anderer Bevölkerungsgruppen ihre Sprache und Kultur nahezu im gesamten Iranischen Hochland zu verbreiten. Dieser Prozess der Angleichung der Kulturen der Region wurde durch die griechischen, arabischen, seldschukischen und mongolischen Invasoren weitergeführt und dauert bis in die Neuzeit an.
Dennoch sind bis heute andere Sprachen und regionale Identitäten erhalten. Mit dem Zerfall des letzten, von der Afschariden- und Kadscharen-Dynastie regierten Persischen Reiches gingen Gebiete im Kaukasus und Zentralasien verloren, die teils direkt vom Russischen Kaiserreich annektiert wurden, teils über Umwege letztlich an dieses fielen. Die persische Sprache mit ihren Varietäten hat sich lokal dort bis heute gehalten.
Das persische Volk hat sich demnach aus einer vielschichtigen Bevölkerung, die die persische Sprache als Haupterbe teilt, herausgebildet. Diverse persischsprachige Populationen in Zentralasien, etwa die Hazara, zeigen Spuren mongolischer Herkunft. Darüber hinaus war Persisch die Kultur-, Literatur- und Hofsprache in angrenzenden Regionen, vor allem im indischen Mogulreich.
Während die meisten Perser in Iran Anhänger der Schia wurden, blieben viele im Osten, vor allem in Afghanistan und Tadschikistan, Sunniten, ausgenommen die persischsprachige Bevölkerung der Provinz Farah den Farsiwan und die meisten Hazara. Kleine Gruppen von Persern gehören dem Zoroastrismus, dem Bahaitum, dem Christentum oder Judentum an.

## Zu den bezeichneten ethnischen Gruppen

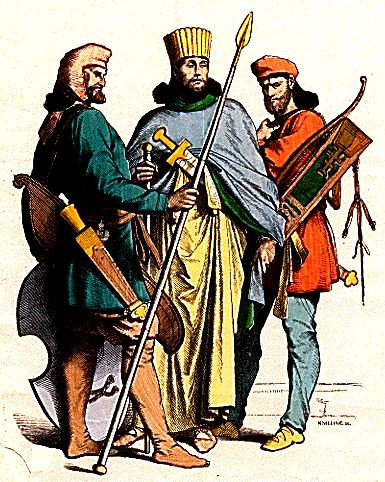
Gewänder alter persischer Adliger und Soldaten

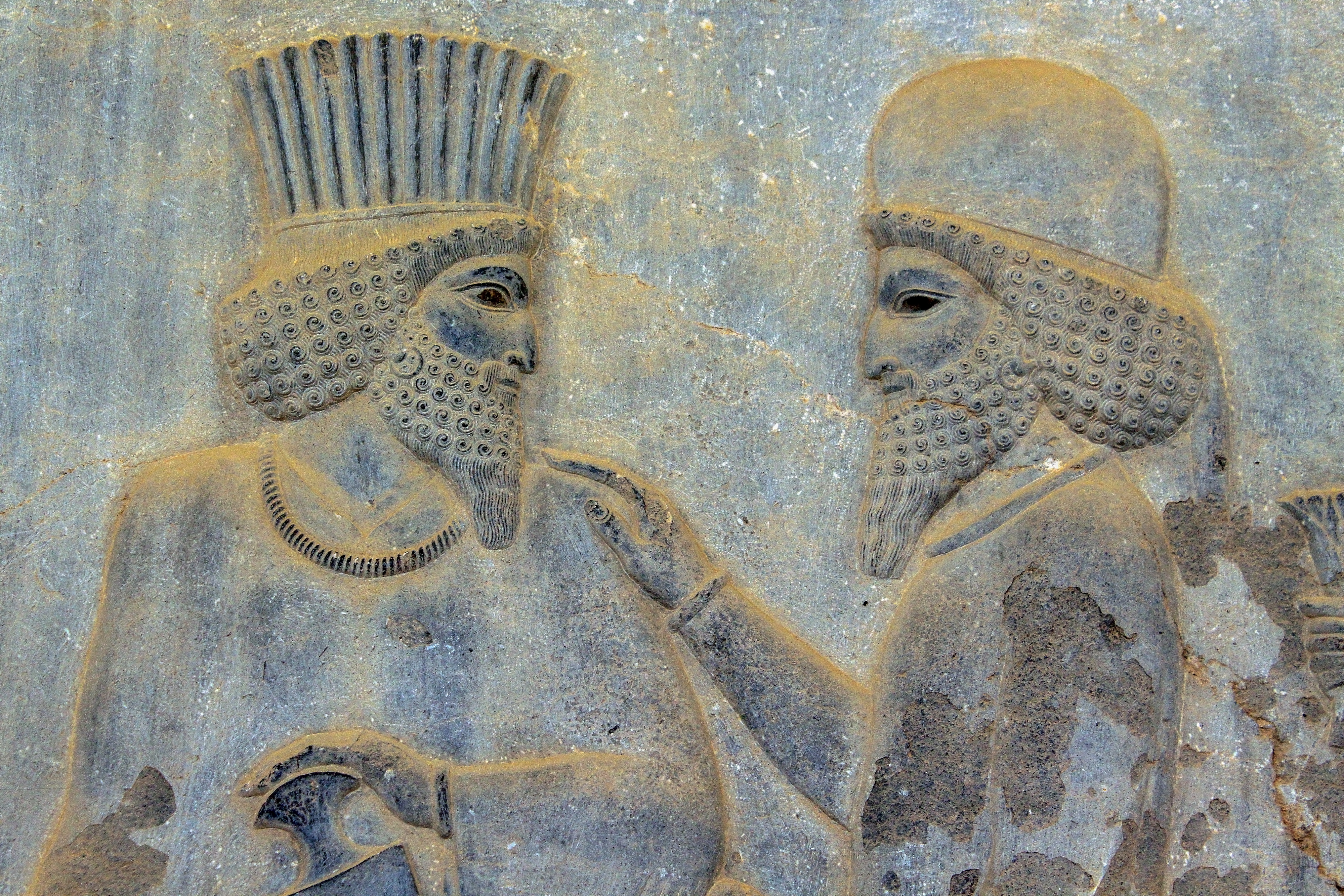
Ein Perser (links) und ein Meder (rechts). Der Apadana in Persepolis

Die Perser waren ursprünglich ein westiranisches Volk in der Region nördlich des Persischen Golfs, im Gebiet der Persis (die heutige iranische Provinz Fars). In der akademischen Literatur zu Zentralasien nennt man sie Tadschiken („Perser Zentralasiens“), im Kaukasus nennt man sie Tāt oder Taten („Perser des Kaukasus“).
Heute unterscheidet man zwischen:
- Iraner = Staatsbürger der Islamischen Republik Iran
- Iraner bzw. Iranier = iranischsprachige Menschen einschließlich Menschen, die sich als Nachkommen der einstigen iranischen Baktrer, Perser, Meder, Sogdier, Parther etc. sehen.

Im engeren Sinn handelt es sich dabei hauptsächlich um die heutigen Perser (Tadschiken), Kurden, Zazas, Paschtunen und Belutschen. In der persischen Mythologie bezieht sich das Wort nur auf die Perser.
- Perser = persischsprachige Menschen – Kurden und Paschtunen sind nach ihrem Selbstverständnis keine Perser.
- Nach moderner, allerdings unzureichender Definition werden die Angehörigen des Volkes der „Perser“ in folgende persischsprachige Gruppen eingeteilt:
  - Fārsī (im Westen)
  - Tādschīk („Perser Zentralasiens“, im Osten)
  - Tāt (Tat oder Taten, „Perser des Kaukasus“)
  - Hazāra (in Zentralafghanistan)
  - Aimāq (an der iranisch-afghanischen Grenze)

Hier entspricht der Begriff der oben genannten, im Abendland erfolgten sprachlichen Verallgemeinerung, welche zur Gleichsetzung aller iranischen Stämme mit dem Stamm der Perser führte.
- Tadschiken = heute bezieht sich das Wort fast ausschließlich auf die persischsprachige Bevölkerung in Tadschikistan, Usbekistan und Afghanistan. Im Gegensatz zum Wort Perser hat sich das Wort Tadschik bis heute als Selbstbezeichnung jener Bevölkerung erhalten. In Afghanistan wird synonym dazu auch Fārsivān („Persischsprecher“) verwendet. Ein weiterer möglicher Ursprung des Wortes ist der altchinesische Begriff Ta-Hia (Baktrien).
- ʿAdscham = arabischer Name für das Volk der Perser bzw. alle Nichtaraber; Selbstbezeichnung der persischstämmigen Bevölkerung in Bahrain, Kuwait, den Vereinigten Arabischen Emiraten und im restlichen arabischen Sprach- und Kulturkreis.
- Parsen = Anhänger des Zarathustra in Indien (siehe auch Zoroastrismus).

In historischem Kontext findet sich Perser dann natürlich auch unspezifisch auf die jeweiligen Staatsvölker der als Perserreich oder Persien bzw. Iran bezeichneten Territorien bezogen.

## Älteste Nachweise
Von der Mitte des 9. Jahrhunderts bis zur Mitte des 6. Jahrhunderts v. Chr. können in assyrischen, babylonischen und urartäischen Quellen zwei Gruppen von Ortsangaben identifiziert werden, die zu unterschiedlichen topografischen Kontexten führen. Die erste Gruppe besteht aus den Begriffen Parsua, Parsuaš und Paršua und führt zu nördlich gelegenen Einheiten im zentralen Zagros-Gebirge. Die zweite Gruppe bestehend aus den Begriffen Parsumaš und Parsumašian führt zu südlich gelegenen Einheiten an der Grenze zu Elam. Mit der Ausnahme von Parsumaš und Parsumašian, die sowohl eine Ortsangabe als auch ein Mensch bedeuten können, sind die Begriffe ausschließliche Ortsangaben. Sie haben in den Quellen keine Beweise hinterlassen, dass sie mit den Persern verbunden wären. Die zweite Gruppe kann dagegen auch Menschen bezeichnen. Dies bedeutet aber nicht, dass Parsumaš ein exklusives Kennzeichen einer persischen Ethnie in vorachämenidischer Zeit war. Die Bezeichnung bezieht sich auf viele Stämme, inklusive der Perser, die sich im neuelamischen östlichen Territorium aufhielten. Die Parsumaš sollten deshalb von den Persern, wie sie in den achämenidischen Quellen überliefert sind, unterschieden werden.
Erstmals sicher lassen sich die Perser im neuelamischen Akropolis-Archiv von Susa im frühen 6. Jahrhundert v. Chr. bestimmen. Das Archiv verwendet den elamischen Begriff parsirra (Mehrzahl parsip). Es handelt sich um Aufzeichnungen von Geschäften mit Lebensmitteln, Textilien und Metallgegenständen des Palasts von Susa mit verschiedenen Städten und Gruppierungen, die damals unter der Kontrolle des post-assyrischen neuelamischen Staats standen. Im Archiv taucht der Begriff zwölf Mal auf und hat drei verschiedene Bedeutungen. Er bezeichnet Bewohner einer Stadt oder eine Volkszugehörigkeit. Im dritten Fall gibt er Gruppen an, die zum gleichen Volk gehören, aber aus verschiedenen Regionen stammen.
Das Volk der Perser wird in den achämenidischen Königsinschriften durch Dareios I. etabliert. In der Inschrift DB von Bisotun nennt er sich König von Persien. In der Inschrift DNa von Naqsch-e Rostam bezeichnet er sich als einen Perser (und) Sohn eines Persers. Die Transliteration des altpersischen Begriffs lautet p-a-r-s, wird mit Pārsa transkribiert und in die deutsche Sprache in Anlehnung an das griechische Wort mit Perser übersetzt. Der babylonische Ausdruck lautet LÚParsāya und der elamische Parsirra/Parsip.

## Geschichte

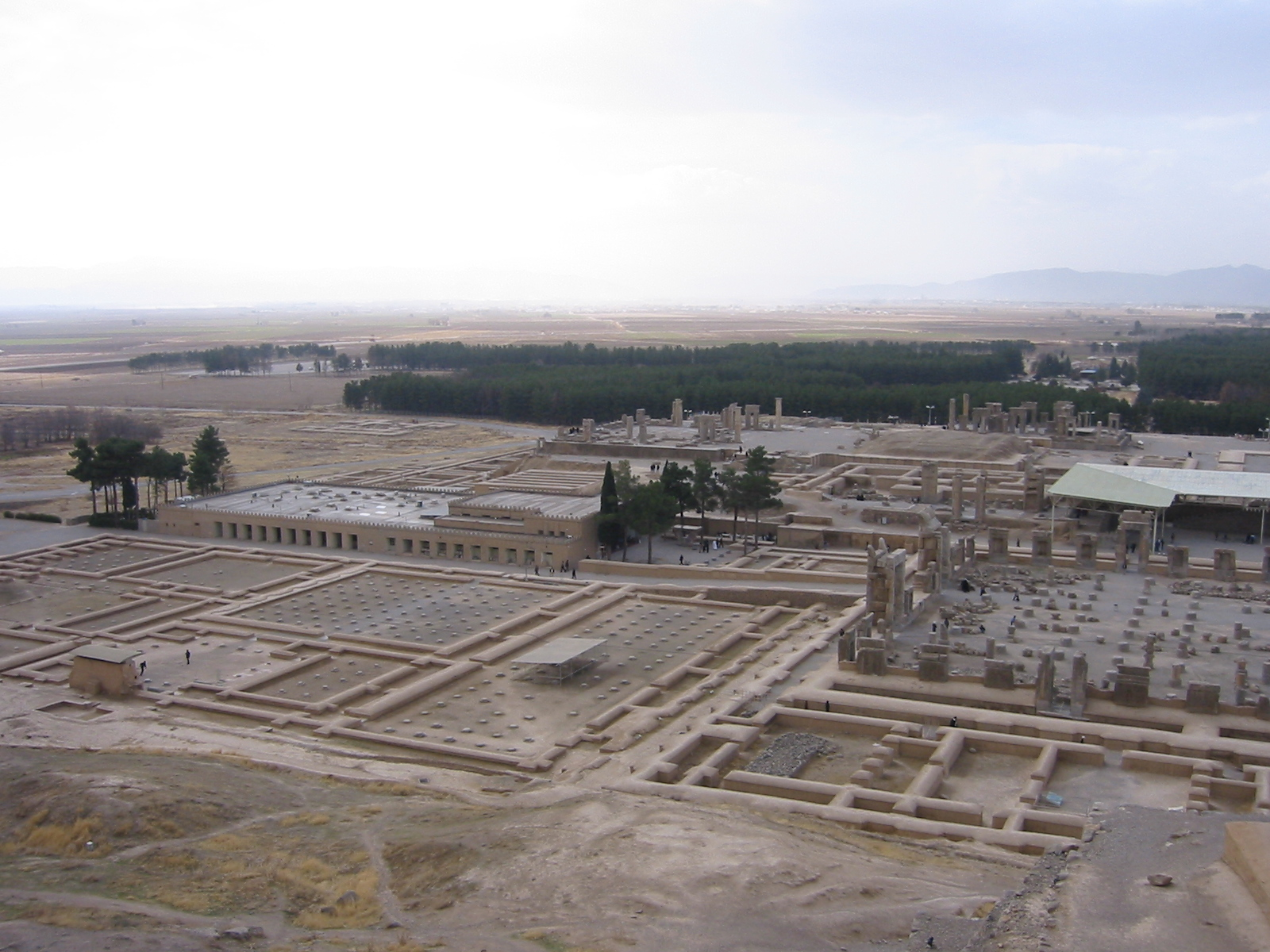
Die antike Hauptstadt der Perser: Persepolis (Ruine)

Das Perserreich entwickelte sich unter den Achämeniden zu einer der bedeutendsten Zivilisationen in Vorderasien und prägte die Geschichte der Menschheit. Nach ihrer Niederlage gegen die Makedonen unter Alexander wurden einige Gebiete des Persischen Reiches durch die hellenische Kultur beeinflusst, die Kerngebiete der Perser waren davon jedoch kaum betroffen.
Für die genauere Geschichte der einzelnen iranischen Völker, den Vorfahren der heutigen Perser, siehe:

### Frühe Zeit
- Arier/Iranier, indoeuropäische Vorfahren der heutigen Perser
- Aratti, die hypothetischen Vorfahren der Perser, deren tatsächliche Existenz jedoch nicht belegt ist.
- Avesta, das heilige Buch des Zoroastrismus; seine Ursprünge liegen im ostiranischen Baktrien
- Perserreich, die drei antiken Imperien der Iraner/Perser:
  - Achämenidenreich, das erste Weltreich der Geschichte
  - Arsakiden, Königsgeschlecht aus Parthien
  - Sassaniden, das letzte große Imperium des antiken Iran

### Frühes Mittelalter
- Abū Muslim, persischer Anführer der abbasidischen Bewegung in Chorasan.
- Abbasiden-Kalifat, mit dem Kalifat der Abbasiden übernahmen die Perser die Macht in der islamischen Welt
- Persische Dynastien der:
  - Barmakiden
  - Buyiden, erste unabhängige persische Dynastie nach der Islamisierung in Westpersien
  - Samaniden, erste unabhängige persische Dynastie nach der Arabisierung in Ostpersien
  - Ghuriden, die letzte persische Dynastie in Ostpersien vor der türkischen Eroberung

### Neuzeit
- Iran
- Afghanistan
- Tadschikistan

## Sprache, Kultur und Religion

### Religion
Die meisten heutigen Perser in Iran gehören der Zwölfer-Schia an, die 1501 vom ersten Safawiden-Herrscher, Schah Ismail I., als Staatsreligion durchgesetzt wurde. Diese Richtung des schiitischen Islam reicht jedoch schon über die Dynastie der Buyiden bis zu den Anfängen des Islam in Persien zurück. Inzwischen wird die Kultur der Perser Irans mit dem Schiismus identifiziert. Die persischsprachigen Tadschiken in Zentralasien hingegen sind zumeist sunnitisch, da sie außerhalb des Herrschaftsbereichs der Safawiden und anderer schiitischer Dynastien lebten. Deshalb werden außerhalb Irans sunnitische Perser häufig als Tadschiken bezeichnet, unabhängig von ihrem jeweiligen lokalen persischen Dialekt.
In Iran existieren noch mehrere zoroastrische Gemeinden und in Indien die von diesen abstammenden Parsen. Des Weiteren gab es bis 1948 rund 500.000 persische Juden, die später in die USA, nach Israel oder nach Europa geflohen oder ausgewandert sind. Im Jahr 2011 stellten Juden 0,01 % der iranischen Bevölkerung, sind damit aber die größte jüdische Population im Nahen Osten außerhalb von Israel. Die dritte religiöse Minderheit, die in der Islamischen Republik anerkannt wird, sind Christen, unter denen die Armenier mit ca. 150.000 Menschen  die größte Gruppe bilden. Die Bahai, bei denen es sich ebenfalls um eine indigene Religionsgemeinschaft Irans handelt, werden staatlich verfolgt.

### Sprache
Die Sprache der Perser ist das Neupersische in teils unterschiedlichen regionalen Dialekten. Es handelt sich um eine indoeuropäische Sprache, die viele arabische Lehnwörter aufgenommen hat. Die aktuelle Schrift ist eine modifizierte Form der arabischen Schrift.

### Kultur
Das Herz der persischen Kultur ist die Kunst der Dichtung. Nirgendwo sonst hat die Poesie eine so große Bedeutung im alltäglichen Leben der Menschen wie im persischen Kulturkreis. Persische Dichter haben maßgeblich an der Entwicklung der neupersischen Sprache und der neupersischen Identität beigetragen, u. a.:
- der Dichter Rudaki, der als Erster in neupersischer Sprache Gedichte verfasste
- der Epik-Dichter Firdausi, der Autor des Schah-Name (Königsbuch)
- der Dichter und Philosoph Saadi von Schiras
- der Dichter, Mystiker und Philosoph Hafis von Schiras, der im gesamten persischen Sprachraum große Beliebtheit besitzt
- der Mystiker-Dichter Dschāmi, der letzte große Sufi-Meister des Mittelalters
- der Dichter und Gelehrte Rumi, einer der bekanntesten und erfolgreichsten persischsprachigen Sufi-Dichter

Ebenfalls Perser/Tadschiken waren einige der berühmtesten Wissenschaftler, Gelehrte und Künstler des Mittelalters:
- der Arzt Ibn Sina (Avicenna), der heute als Vater der modernen Medizin gilt
- der Mathematiker al-Chwarizmi, von dessen Namen der latinisierte Begriff Algorithmus abgeleitet ist und der in seinem Werk den Begriff Algebra einführte
- der Arzt Rhazes, Verfasser eines umfangreichen Sammelwerks der klinischen Medizin
- der Dichter und Mathematiker Omar Chayyām
- der Astronom und Geschichtsschreiber al-Bīrūnī
- der Maler Behzād

### Perser heute
Weltweit beträgt die Zahl der ethnischen Perser (einschließlich der Tadschiken) mehr als 70 Millionen. Etwa 50 Millionen Perser leben in Iran (ca. 65 % der Gesamtbevölkerung). In Afghanistan leben 10–15 Millionen Perser/Tadschiken (35–45 %), weitere 12–15 Millionen Tadschiken leben in Zentralasien. Sie sind das vorherrschende Volk im heutigen Iran, in Tadschikistan und unter Einschluss der muttersprachlich persischsprachigen Hazara auch in Afghanistan. In Afghanistan, wo die persische Sprache insbesondere seitens der Tadschiken (Farsiwan) und der Hazara mit großer Mehrheit in den Provinzen Herāt, Kābul, Parvān, Pandschschir, Kapisa, Badachschān, Bādghīs, Baghlān, Balch, Bāmiyān, Daikondi, Tachār, Fāryāb und Qondūz bzw. in den Provinzen Farāh, Dschūzdschān, Ghaznī, Ghūr, Lūgar, Nimrūz, Samangan, Sar-e Pol, Vardak, Zābol, und Orūzgān gesprochen wird, bilden persischsprachige Volksgruppen mit über 60 % den größten Anteil der Gesamtbevölkerung. Der ethnische Ursprung der Hazara ist hierbei strittig und wird in der Forschung unterschiedlich dargestellt. Bedeutende persische Gemeinden gibt es zudem in Bahrain, im Irak, in Usbekistan und seit dem Ende des Zweiten Weltkrieges auch in Europa (dort etwa zwei Millionen) und in den USA, wo vor allem in Los Angeles circa 1,2 Millionen Perser leben. Im kalifornischen Beverly Hills gibt es einen persischen Bevölkerungsanteil von 20 % und unter den Schülern einen Anteil von 40 %.
In der Zeit der Islamisierung Persiens floh eine beträchtliche Anzahl von Persern nach Zentralasien, China und auf den indischen Subkontinent, wo sie auch heute noch als eigene ethnische Gruppe (Parsen) bestehen und wo sich Religion, überkommene Bräuche und Sprache besser erhalten haben als im eigentlichen Kerngebiet, das heute fast vollkommen islamisiert ist.